# Odevixibat
Odevixibat, es vendido bajo el nombre comercial de Bylvay, y es un medicamento utilizado para tratar el prurito en la colestasis intrahepática familiar progresiva. Este medicamento se toma por vía oral  .
Los efectos secundarios más frecuentes son diarrea, dolor abdominal, aumento del tamaño del hígado, deficiencia de vitaminas liposolubles e inflamación hepática. La seguridad durante el embarazo no está clara y existen indicios de que sea perjudicial. Es un inhibidor del transportador ileal de ácidos biliares .
Odevixibat fue aprobado para uso médico en Estados Unidos y Europa en 2021. En el Reino Unido, un mes de medicación a una dosis de 400 mcg cuesta unas 6.200 libras esterlinas a partir de 2022. Esta cantidad en Estados Unidos es de unos 13.000 dólares estadounidenses.